# Scraptia innatus
Scraptia innatus es una especie de coleóptero de la familia Scraptiidae.

## Distribución geográfica
Habita en Finlandia.